# Джойс, Джозеф
Джозеф Оби Джойс (англ. Joseph Obey Joyce, род. 19 сентября 1985, Лондон, Англия, Великобритания) — английский боксёр-профессионал, выступающий в тяжёлой весовой категории. Серебряный призёр Олимпийских игр (2016), чемпион Европейских игр (2015) и Игр Содружества (2014), бронзовый призёр чемпионата мира (2015) и чемпионата Европы (2013) в любителях. Член ордена Британской империи (MBE).
Среди профессионалов бывший временный чемпион мира по версии WBO (2022—2023), и чемпион по версиям WBC Silver (2020—2022), WBA Gold (2019—2020), WBO International (2020—2022), WBA Continental (2018—2019), чемпион Европы по версии EBU (2020—2023), чемпион Британского Содружества (2018—2019; 2020—2023), чемпион Великобритании (2020—2022) в тяжёлом весе.
Лучшая позиция по рейтингу BoxRec — 6-я (сентябрь 2022) и являлся 3-м среди британских боксёров тяжёлой весовой категории — уверенно входя в ТОП-15 лучших тяжёловесов всего мира.

## Биография
Родился в 1985 году в Лондоне.

## Любительская карьера
В 2011 году встретился с будущим олимпийским чемпионом Энтони Джошуа. Джошуа победил нокаутом в 1-м раунде.
В 2013 году стал обладателем бронзовой медали чемпионата Европы. В полуфинале Джойса нокаутировал уже в первом раунде боя российский боксёр Сергей Кузьмин.
В июле 2014 года стал чемпионом Игр Содружества в Глазго, в финале победив нокаутом опытного австралийца Джозефа Гудолла.
В 2015 году стал чемпионом Европейских игр в Баку победив в финале россиянина Гасана Гимбатова, а также завоевал бронзовую медаль на чемпионате мира в Дохе.
В 2016 году стал серебряным призером Олимпийских игр в Рио-де-Жанейро в супертяжелом весе. В четверть финале Джойс победил будущего олимпийского чемпиона Баходира Жалолова единогласным решением судей, в полуфинале победил Ивана Дычко единогласным решением судей, в финале проиграл Тони Йоке раздельным решением судей. Решение было спорным, многие посчитали, что победил Джойс.

## Полупрофессиональная лига
В 2013 году участвовал в World Series Boxing в команде «Британские львиные сердца», где 1 марта 2013 года уступил Александру Усику единогласным решением судей в 5-раундовом бою.

## Профессиональная карьера
Профессиональную карьеру боксёра начал 20 октября 2017 года победив техническим нокаутом в 8-м раунде опытного соотечественника Яна Левисона (12-3-1).
5 мая 2018 года победив нокаутом во 2-м раунде опытного ямайского боксёра Ленроя Томаса (22-4-1) завоевал титул чемпиона Британского Содружества в тяжёлом весе.

#### Бой с Яго Киладзе
30 сентября 2018 года в Калифорнии Джойс выступил против Яго Киладзе. Британец со старта работал первым номером, Киладзе отступал и избегал сближения. Второй раунд прошёл похожим образом, но грузинский боксёр пропустил удар, который чуть не унёс его за пределы ринга. Киладзе сумел подняться и продержаться до окончания раунда. Третий раунд начался с комбинации Джойса, которая отправила Киладзе в нокдаун. Яго поднялся и размашистыми ударами пытался умерить давление оппонента. Британец продолжил наступление и в пятом раунде тяжёлым ударом слева отправил Киладзе в очередной нокдаун. Рефери остановил поединок. Это была первая победа Джойса в Америке.

#### Бой с Бермейном Стиверном
23 февраля 2019 года состоялся поединок c бывшим чемпионом мира Бермейном Стиверном. Джойс со старта работал первым номером, пользуясь габаритами. Стиверн выступил с рекордным весом в карьере и был малоподвижен, в результате чего пропускал многоударные комбинации. Джойс пропустил несколько тяжёлых ударов справа. Во втором раунде британец обрушил шквал ударов, преимущественно из боковых и апперкотов. Стиверн оставался на линии атаки, не желая отдавать пространство. Джойс потряс гаитянина, но тот периодически доставал его тяжёлыми ударами справа. Третий раунд стал для Стиверна опасным: Джойс оттеснил его к канатам и начал забивать. Рефери начал отсчёт стоячего нокдауна. Гаитятин собрался и вернулся в бой, остудив оппонента парой встречных комбинаций. В четвёртом раунде Джойс начал активную работу по корпусу. Стиверн сосредоточился на защите уклонами и несколько раз зацепил британца справа. В следующем раунде Джойс замедлился, но всё так же доносил огромное число ударов. В шестой трёхминутке Стиверн перестал выбрасывать встречные из-за накопившегося тоннажа. Джойс воспользовался моментом и обрушил на гаитянина град силовых. Рефери принял решение остановить поединок. Стиверн остался на ногах, но против решения не протестовал.

#### Бой с Александром Устиновым
18 мая 2019 года в Стивенидже (Великобритания) нокаутировал Александра Устинова. Бой был рассчитан на 10 раундов, но закончился в 3-м раунде после левого бокового. По ходу первых двух раундов Джойс выглядел значительно быстрее и активней 42-летнего Александра, выбрасывал много ударов и был острее.

#### Бой с Брайантом Дженнингсом
13 июля 2019 года встретился с бывшим претендентом на титул Брайантом Дженнингсом. Джойс был активнее соперника и владел преимуществом, однако Дженнингс имел свои удачные моменты и не был потрясен ударами Джойса. В десятом раунде с Дженнингса было снято очко за удар ниже пояса. Джойс победил единогласным решением судей со счетом: 118—108, 117—110 и 115—110, впервые пройдя полную дистанцию боя.

#### Бой с Даниелем Дюбуа
28 ноября 2020 года встретился с соотечественником Даниелем Дюбуа (15-0). Фаворитом в этом бою был Дюбуа (коэффициент на победу 1.25 к 4.28). Бой между двумя перспективными британцами, не имевшими поражений на профессиональном ринге, проходил в достаточно высоком темпе и в достаточно равной борьбе. Атаки Дюбуа выглядели достаточно опасными, но Джойс хорошо двигался и демонстрировал умение держать удар. Джойс больше и эффективнее действовал передней рукой, и к шестому раунду у Дюбуа практически закрылся левый глаз, что в итоге и привело его к поражению. В десятом раунде Джойс жестко попал навстречу джебом, и Дюбуа, отойдя, коснулся травмированного глаза, а затем опустился на колено, и не встал до окончания отсчета рефери. На момент остановки боя Дюбуа лидировал по мнению двух судей со счётом: 86—85 и 88—83, а третий отдавал превосходство Джойсу 87—84.

#### Бой с Карлосом Такамом
24 июля 2021 года в Лондоне победил техническим нокаутом в шестом раунде бывшего претендента на титул в этом весе Карлоса Такама. В шестом раунде Джойс провел затяжную атаку, и рефери остановил поединок. 40-летний Такам остался недоволен решением рефери.

#### Бой с Кристианом Хаммером
3 июля 2022 года успешно вернулся на ринг после длительного перерыва, связанного с травмой, нокаутировав в четвертом раунде опытного Кристиана Хаммера. Джойс пропустил несколько приличных ударов в первом раунде, но продолжил наращивать давление и в концовке третьего раунда отправил соперника в нокдаун, а после еще трех нокдаунов в четвертом раунде бой был остановлен.

#### Бой с Джозефом Паркером
24 сентября 2022 года в Манчестере (Великобритания) досрочно нокаутом в 11-м раунде победил опытного новозеландца Джозефа Паркера (30-2). Тяжеловесы шли лицом к лицу в состязании вперед и назад, прежде чем в 11-м раунде потрясающий левый хук приземлился в подбородок Паркера. Джойс завоевал временный титул чемпиона мира по версии WBO в супертяжелом весе, одержав крупнейшую победу в своей карьере, и теперь нацелился на бой с чемпионом в супертяжелом весе Александром Усиком в 2023 году. Всю неделю, после 14 профессиональных боев с соперниками более низкого уровня обсуждалось повышение британца в классе, но он показал гранитный подбородок, чтобы стать первым человеком, который досрочно остановил Паркера, бывшего чемпиона мира. «Джозеф Паркер, какой боец», — сказал Джойс. «Это был тяжелый бой. Какой тяжелый бой. Мне пришлось копать глубже, чтобы пройти раунды. Мне это очень понравилось».

#### Бой с Чжаном Чжилеем
Взвешивание: Джойс показал на весах 116 кг, а вес Жанга составил 126 кг. Джойс подошёл к бою против китайского боксёра с весом на 7 кг меньше, чем в предыдущем поединке против Джозефа Паркера. А Жанг показал такой же вес, как в бою против Филипа Хрговича.
Бой состоялся 15 апреля 2023 года в Лондоне (Англия) и стал главным событием вечера бокса промоутерской компании Фрэнка Уоррена Queensbery Promotions. Джойс вышел на это бой в качестве явного фаворита, однако Чжан Чжилеи (24-1-1, 19 КО) сразу захватил преимущество и уже во втором раунде сумел провести несколько опасных атак. И в дальнейшем бой мало напоминал предыдущие выступления Джойса. Атаки Жанга выглядели более опасными, а Джойс пытался брать активностью. Перед шестым раундом врач по просьбе рефери осмотрел практически закрывшийся правый глаз Джойса, а позднее рефери прервал раунд и после еще одного осмотра остановил поединок, зафиксировав победу Жанга техническим нокаутом.

#### Реванш с Чжан Чжилеем
Матч-реванш прошёл 23 сентября в Лондоне, так как по контракту у Джойса считавшегося фаворитом было право на матч-реванш, и в начале мая Джойс официально подтвердил, что намерен им воспользоваться. Оба боксера сотрудничали с британским промоутером Фрэнком Уорреном поэтому проблем в организации боя не возникло. Накануне боя бойцы прошли процедуру официального взвешивания. Перед первым боем, завершившимся неожиданной победой Чжилея в 6-м раунде, Чжилей перевесил Джойса ровно на 10 кг (126,1—116,1). На этот раз разница оказалась существенно меньше: 127,55 кг у Джойса и 130,27 кг у Чжилея. Для обоих самый большой вес в карьере. Бой начался с неспешной разведки в стартовой трехминутке, Чжилей перешел к активным действиям и начал раз за разом доносить до цели акцентированные двойки. Джойс выглядел грузным, медленным и плохо реагирующим на атаки китайца. Под конец 2-го раунда он пропустил увесистую серию боковых, которая далее решит исход боя. Развязка наступила в 3-м раунде – Чжан точным боковой справа в челюсть отправляет британца на канвас. Джо встал, но рефери благоразумно остановил бой.

#### Бой с Кэш Али
16 марта в Бирменгеме (Англия) встретился с британским боксером Кэшем Али. Джо и его противник представили зрителям не самое напряжённое противостояние. Попытки Али контратаковать выглядели слишком медленными. Единственным расчетом Али был правый оверхенд. В 10-м раунде Джойс достиг своей цели. Али смог встать после подсчета "десять", однако рефери принял решение прекратить бой. Результат: победа Джойса нокаутом за 7 секунд до окончания финального 10-го раунда.

#### Бой с Дереком Чисорой
28 июля 2024 года в Лондоне (Великобритания) проиграл по очкам: 92—97, 96—94 дважды ветерану - соотечественнику Дереку Чисоре (34-13, 23 KO). Поединок с первого раунда начался с силовой возни, борьбы и клинчей. Джойс выступил инициатором такой тактики опасаясь активности свежего шедшего вперед Чисоры. Второй раунд был более открытым для обмена ударами где снова Чисора был лучше. Третий раунд остался за Джойсом который вытащил раунд тоннажем ударов. Первую часть боя можно смело отдать андердогу который часто перерабатывал либо был точнее в своих атаках. Во второй половине боя ситуация поменялась. Джойс активизировался и начал перебивать начавшего уставать Чисору тоннажем ударов. Дерек отстреливался одиночными. Оба очень сильно устали и замедлились. В 9-м раунде в одной из атак Джойс увлекся и пропустил правый, рефери отсчитал нокдаун, Джойс спокойно встал и даже погонял Дерека оставшиеся секунды. Заключительный раунд прошел зрелищно с обоюдными атаками при равных силовых. Compubox посчитал удары: Джойс был более точен (211-192) благодаря джебам (60-29). Однако Чисора попал больше силовых (163-151).

#### Бой с Филипом Хрговичем
5 апреля 2025 года в Манчестере сразился с хорватом Филипом Хрговичем, который заменил получившего травму британца Диллиана Уайта. С первого раунда бойцы устроили открытый бокс с обменом ударами. Во втором раунде у Хрговича появилось рассечение, которое катмен профессионально замазал. На протяжении всего боя хорват был значительно точней и действовал более собрано, хотя принял бой на коротком уведомлении. Джойс же боксировал размашисто, заваливался и был медлителен. По итогам 10-и раундов счёт судей был близкий: 97—93, 96—95, 98—92 в пользу Хрговича. Статистика ударов  Compubox показала: Джойс выбросил чуть больше ударов чем Хргович: 522 на 502, но точность была за хорватом с солидным преимуществом: 140 на 253, точность джебов за Джойсом: 67-47, но Хргович далеко впереди по силовым: 73 на 206. Вечер бокса был организован Френком Уорреном, это было первое шоу по новому контракту со стриминговым сервисом DAZN.

## Статистика профессиональных боёв
В таблице перечислены результаты всех поединков боксёров.
В каждой строке указан результат поединка. Дополнительно номер поединка обозначен цветом, который обозначает итог поединка. Расшифровка обозначений и цветов представлена в нижеследующей таблице.
| Пример | Расшифровка                     |
| ------ | ------------------------------- |
|        | Победа                          |
|        | Ничья                           |
|        | Поражение                       |
|        | Планируемый поединок            |
|        | Поединок признан несостоявшимся |
| КО     | Нокаут                          |
| ТКО    | Технический нокаут              |
| PTS    | Решение судей (по очкам)        |
| UD     | Единогласное решение судей      |
| MD     | Решение большинства судей       |
| SD     | Раздельное решение судей        |
| RTD    | Отказ от продолжения боя        |
| DQ     | Дисквалификация                 |
| NC     | Поединок признан несостоявшимся |

| 20 поединков, 16 побед (15 нокаутом), 4 поражения. | 20 поединков, 16 побед (15 нокаутом), 4 поражения. | 20 поединков, 16 побед (15 нокаутом), 4 поражения. | 20 поединков, 16 побед (15 нокаутом), 4 поражения. | 20 поединков, 16 побед (15 нокаутом), 4 поражения.     | 20 поединков, 16 побед (15 нокаутом), 4 поражения. | 20 поединков, 16 побед (15 нокаутом), 4 поражения. |
| Бой                                                | Рекорд                                             | Дата боя                                           | Соперник                                           | Место проведения боя                                   | Результат                                          | Дополнительно |
| -------------------------------------------------- | -------------------------------------------------- | -------------------------------------------------- | -------------------------------------------------- | ------------------------------------------------------ | -------------------------------------------------- | --- |
| 20                                                 | 16-4                                               | 5 апреля 2025                                      | Филип Хргович (17-1)                               | Co-op Live Arena, Манчестер, Великобритания            | UD 10                                              | Бой за вакантный титул чемпиона по версии WBO International в тяжёлом весе. Счёт судей: 97-93, 98-92, 96-95. |
| 19                                                 | 16-3                                               | 28 июля 2024                                       | Дерек Чисора (34-13)                               | O2 Арена, Лондон, Великобритания                       | UD 10                                              | |
| 18                                                 | 16-2                                               | 16 марта 2024                                      | Каш Али (21-2)                                     | Resorts World Arena, Бирмингем, Великобритания         | KO 10 (10), 2:53                                   | |
| 17                                                 | 15-2                                               | 23 сентября 2023                                   | Чжан Чжилэй (2) (25-1-1)                           | Уэмбли Арена, Уэмбли, Лондон, Великобритания           | KO 3 (12), 3:07                                    | Бой за титул временного чемпиона мира по версии WBO (1-я защита Чжилэя) в тяжёлом весе. |
| 16                                                 | 15-1                                               | 15 апреля 2023                                     | Чжан Чжилэй (24-1-1)                               | Коппер-Бокс, Лондон, Великобритания                    | TKO 6 (12), 1:23                                   | Потерял титул временного чемпиона мира по версии WBO (1-я защита Джойса) в тяжёлом весе. |
| 15                                                 | 15-0                                               | 24 сентября 2022                                   | Джозеф Паркер (30-2)                               | Манчестер Арена, Манчестер, Великобритания             | KO 11 (12), 1:03                                   | Завоевал вакантный титул временного чемпиона мира по версии WBO в тяжёлом весе. |
| 14                                                 | 14-0                                               | 2 июля 2022                                        | Кристиан Хаммер (27-9)                             | Уэмбли Арена, Уэмбли, Лондон, Великобритания           | TKO 4 (12), 1:20                                   | Защитил титул чемпиона по версиям WBC Silver (2-я защита Джойса) и WBO International (2-я защита Джойса) в тяжёлом весе. |
| 13                                                 | 13-0                                               | 24 июля 2021                                       | Карлос Такам (39-5-1)                              | Уэмбли Арена, Уэмбли, Лондон, Великобритания           | TKO 6 (12), 0:49                                   | Защитил титул чемпиона по версиям WBC Silver (1-я защита Джойса), WBO International (1-я защита Джойса) и чемпиона Британского Содружества (1-я защита Джойса) в тяжёлом весе.                                                                                             |
| 12                                                 | 12-0                                               | 28 ноября 2020                                     | Даниель Дюбуа (15-0)                               | Church House, Вестминстер, Лондон, Великобритания      | KO 10 (12), 0:36                                   | Завоевал вакантный титул чемпиона Европы по версии EBU, и титулы чемпиона по версиям WBC Silver (1-я защита Дюбуа), WBO International (3-я защита Дюбуа), чемпиона Британского Содружества (1-я защита Дюбуа) и чемпиона Великобритании (1-я защита Дюбуа) в тяжёлом весе. |
| 11                                                 | 11-0                                               | 25 июля 2020                                       | Михаэль Валлиш (20-3)                              | BT Sport Studio, Лондон, Великобритания                | TKO 3 (10), 0:57                                   | |
| 10                                                 | 10-0                                               | 13 июля 2019                                       | Брайант Дженнингс (24-3)                           | O2 Арена, Лондон, Великобритания                       | UD 12                                              | Защитил титул чемпиона по версии WBA Gold (1-я защита Джойса) Счёт: 118-109, 117-110, 115-112. |
| 9                                                  | 9-0                                                | 18 мая 2019                                        | Александр Устинов (34-3)                           | Стадион Ламекс, Стивенидж, Хартфордшир, Великобритания | TKO 3 (10), 1:55                                   | |
| 8                                                  | 8-0                                                | 23 февраля 2019                                    | Бермейн Стиверн (25-3-1)                           | O2 Арена, Лондон, Великобритания                       | TKO 6 (12), 2:20                                   | Завоевал вакантный титул чемпиона по версии WBA Gold и защитил титул чемпиона Британского Содружества в тяжёлом весе. |
| 7                                                  | 7-0                                                | 1 декабря 2018                                     | Джо Хэнкс (23-2)                                   | Стэйплс-центр, Лос-Анджелес, Калифорния, США           | KO 1 (10), 2:25                                    | |
| 6                                                  | 6-0                                                | 30 сентября 2018                                   | Яго Киладзе (26-3)                                 | Онтэрио, Калифорния, США                               | KO 5 (10), 0:41                                    | |
| 5                                                  | 5-0                                                | 15 июня 2018                                       | Ивица Бакурин (30-13-1)                            | Йорк-холл, Лондон, Великобритания                      | KO 1 (8), 1:54                                     | |
| 4                                                  | 4-0                                                | 5 мая 2018                                         | Ленрой Томас (22-4-1)                              | O2 Арена, Лондон, Великобритания                       | KO 2 (12), 2:36                                    | Завоевал титул чемпиона Британского Содружества в тяжёлом весе. |
| 3                                                  | 3-0                                                | 17 марта 2018                                      | Донни Палмер (9-1-1)                               | Йорк-холл, Лондон, Великобритания                      | KO 1 (8), 0:38                                     | |
| 2                                                  | 2-0                                                | 16 февраля 2018                                    | Рудольф Йожич (4-1)                                | Йорк-холл, Лондон, Великобритания                      | KO 1 (8), 3:06                                     | |
| 1                                                  | 1-0                                                | 20 октября 2017                                    | Ян Льюисон (12-3-1)                                | Indigo at The O2, Лондон, Великобритания               | TKO 8 (10), 2:35                                   | Дебют в профессиональном боксе. |
| Бой                                                | Рекорд                                             | Дата боя                                           | Соперник                                           | Место проведения боя<                                  | Результат                                          | Дополнительно |